# Apamea arctica
Apamea arctica är en fjärilsart som beskrevs av Jean Baptiste Boisduval 1840. Apamea arctica ingår i släktet Apamea och familjen nattflyn. Inga underarter finns listade i Catalogue of Life.